# Stapelia peglerae
Stapelia peglerae är en oleanderväxtart som beskrevs av Nicholas Edward Brown. Stapelia peglerae ingår i släktet Stapelia och familjen oleanderväxter. Inga underarter finns listade i Catalogue of Life.